# Strongylosia
Strongylosia là một chi bướm đêm thuộc họ Erebidae.